# Wilhelm Popelka
Wilhelm Popelka (ur. 2 kwietnia 1891 w Brnie, zm. 2 września 1952 we Wrocławiu) – podpułkownik piechoty Wojska Polskiego.

## Życiorys
Urodził się 2 kwietnia 1891 w Brnie na Morawach, w rodzinie Macieja i Augustyny z domu Niejedły. W latach 1912–1913 wziął udział w mobilizacji sił zbrojnych Monarchii Austro-Węgierskiej, wprowadzonej w związku z wojną na Bałkanach.
Po powrocie do kraju został przyjęty do Wojska Polskiego, wcielony do 82 pułku piechoty w Brześciu nad Bugiem i wyznaczony na stanowisko referenta wyszkolenia pułku. Później został przesunięty na stanowisko dowódcy III batalionu i pełniącego obowiązki dowódcy batalionu sztabowego. 3 maja 1922 został zweryfikowany w stopniu majora ze starszeństwem z dniem 1 czerwca 1919 i 426. lokatą w korpusie oficerów piechoty. W 1923 został przeniesiony do 78 pułku piechoty w Baranowiczach na stanowisko dowódcy batalionu, a następnie przesunięty na stanowisko komendanta składnicy wojennej. W kwietniu 1924 został odkomenderowany do 84 pułku piechoty w Pińsku celem pełnienia obowiązków zastępcy dowódcy pułku. 15 października 1924 został przeniesiony z 78 pułku piechoty do 84 pułku piechoty i zatwierdzony na stanowisku zastępcy dowódcy pułku. 23 stycznia 1928 prezydent RP nadał mu stopień podpułkownika z dniem 1 stycznia 1928 w korpusie oficerów piechoty i 24. lokatą. 30 lipca 1928 objął dowództwo Batalionu Podchorążych Rezerwy Piechoty Nr 7 w Śremie. W 1932 znajdował się w dyspozycji szefa Departamentu Piechoty Ministerstwa Spraw Wojskowych, a następnie objął stanowisko komendanta Szkoły Podoficerów Piechoty dla Małoletnich Nr 2, przeniesionej z Grudziądza do Śremu. Działalnością szkoły kierował do 1939.
Zmarł 2 września 1952 we Wrocławiu.
Był żonaty, miał dwie córki: Aleksandrę (ur. 3 lipca 1926) i Zofię (ur. 26 marca 1930).

## Ordery i odznaczenia
- Krzyż Srebrny Orderu Wojennego Virtuti Militari nr 7708[1]
- Krzyż Walecznych – 1921[12][13]
- Złoty Krzyż Zasługi – 10 listopada 1938 „za zasługi w służbie wojskowej”[14][15]
- Srebrny Krzyż Zasługi – 8 sierpnia 1925 „za zasługi położone przy zwalczaniu akcji dywersyjnej w województwach wschodnich”[16][17]
- Medal Pamiątkowy za Wojnę 1918–1921[13]
- Medal Dziesięciolecia Odzyskanej Niepodległości[13]
- Złota Odznaka Honorowa Ligi Obrony Powietrznej i Przeciwgazowej I stopnia[18]
- Medal Pamiątkowy Wielkiej Wojny[13]
- Medal Zwycięstwa[13]
- Krzyż Zasługi Wojskowej 3 klasy z dekoracją wojenną i mieczami[19]
- Brązowy Medal Zasługi Wojskowej z mieczami na wstążce Krzyża Zasługi Wojskowej[19]
- Krzyż Pamiątkowy Mobilizacji 1912–1913[19]